# Hagoromo Bungu
Hagoromo Bungu (en japonés: 羽衣文具: ‘Papelería Hagoromo’) era un suministro de oficina japonés y compañía de tiza. Fue famosa por haber producido el modelo Hagoromo Fulltouch, una marca de tiza de pizarra de alta calidad. A pesar de que esta fue vendida principalmente en Japón y Corea del Sur, la tiza ganó el cariño de profesores y matemáticos en todo el mundo debido a su facilidad de manejo, escritura y borrado. Una disminución general de las ventas de tiza, entre otros factores, terminó colmando la disolución de la empresa en el año 2015. El anuncio del cierre de la compañía causó que muchos fanáticos de sus productos comprasen grandes cantidades de tiza para almacenar por varios años. La empresa surcoreana Sejongmall adquirió la marca Hagoromo el año siguiente junto a gran cantidad de equipamiento original de la fábrica. Hoy en día, fabrica la tiza en Corea del Sur (desde 2016).

## Historia
La compañía fue fundada en la ciudad Nagoya en octubre del año 1932 bajo el nombre de "Nihon Tiza Seizosho".
Una década después de su fundación, gran parte de la fábrica fue destruida durante la Segunda Guerra Mundial. Su dueño, Ryuzo Watanabe, volvió a abrir otra fábrica en la ciudad de Kasugai de la Prefectura de Aichi como Hagoromo Bungu en 1965.

### Éxito

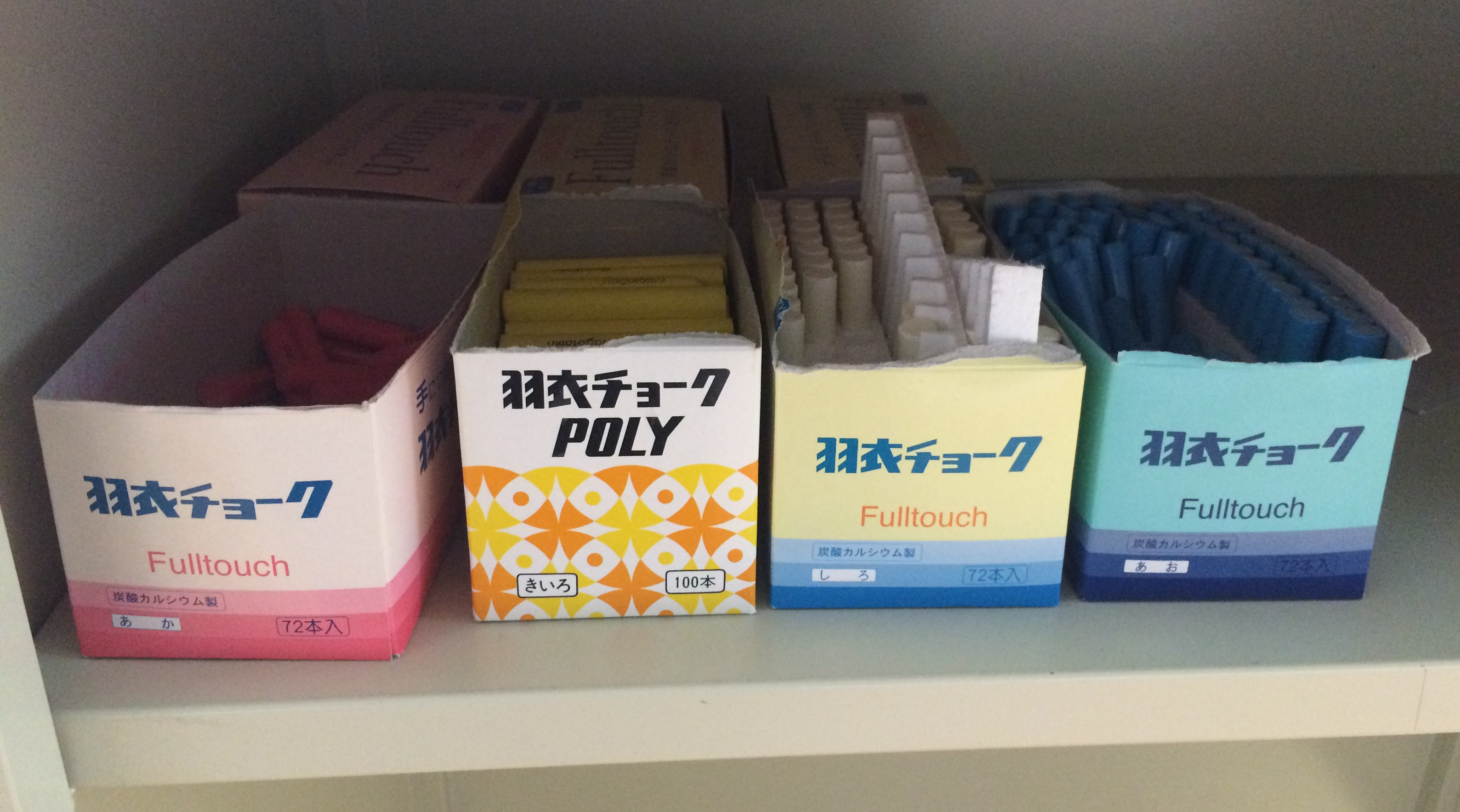
Cajas de Hagoromo Fulltouch

La compañía vendió más de noventa millones de tizas por año durante 1990 y alcanzó un 30 % de participación del mercado, según Tokyo Shoko Research.
El matemático Satyan Devadoss declaró en el año 2010 que Hagoromo podría ser llamada como «el Rolls Royce de la tiza». Muchos otros matemáticos y profesores de renombre, como Brian Conrad y David Eisenbud, también tienen preferencias por dicha tiza.
En octubre del 2014, el presidente de compañía Takayasu Watanabe dio una declaración en donde anunció que la compañía cesaría su producción de tiza en febrero del 2015 y sus ventas en el mes siguiente.
Ryuzo Watanabe,  el sucesor al mando de la compañía, mencionó algunas razones para el cierre de su empresa. El hecho de que «las pizarras ya no son la norma en las aulas» y que «el número de estudiantes está decayendo» son algunas de ellas. En una entrevista del año 2015, Watanabe también citó su salud como razón importante para el cierre.

### Meses finales
El anuncio de cierre desencadenó una serie de compras en masa. La mayoría de los aficionados de esta tiza acaparaba y revendía grandes cantidades de esta para poder seguir utilizándola durante años.
En junio del año 2015, Watanabe informó que la producción un mes más del que habían originalmente planeado y finalmente acabó en el 31 de marzo de 2015.

### Legado
Hagoromo vendió sus tres máquinas personalizadas para hacer tiza. Umajirushi, un fabricante de pizarras japonés que buscaba expandir su línea para la venta de tiza, compró uno. Umajirushi desde entonces vende «DC Chalk Deluxe» (DCチョークDX) como uno de los sucesores indirectos de Hagoromo.
Sejongmall, una empresa en Corea del Sur compró las otras dos máquinas restantes y los derechos de marca para continuar su producción en el país. Algunos matemáticos consideran este modelo de tiza como un producto indistinguible de su versión original.

## Productos
La línea de tiza «Hagoromo Fulltouch» es su producto estelar. Toda la línea se promociona por el hecho de no dejar tanto polvo.
- Fulltouch: tiza de calcio.
- Fulltouch Large: tiza de calcio de 2 cm de diámetro y 11.3 cm de largo, disponible en blanco, rojo, naranja, amarillo, verde y azul.[15]
- Fulltouch New Poly: tiza de yeso.
- Fulltouch Luminous Color: tiza de yeso de color.